# Besonderer Strafsenat des Reichsgerichts
Der Besondere Strafsenat des Reichsgerichts bestand ab 1939 als Spruchkörper des Reichsgerichts für Strafsachen neben den sechs gezählten Strafsenaten.
Zuständig war er für außerordentliche Einsprüche des Oberreichsanwalts gegen rechtskräftige Urteile „wegen schwerwiegender Bedenken gegen die Richtigkeit des Urteils“. Sein Vorsitzender war kraft Gesetzes der Reichsgerichtspräsident (Bumke).
Der Rechtskraftdurchbrechung diente (neben der Wiederaufnahme) in der NS-Justiz ab 1940 auch die Nichtigkeitsbeschwerde,.